# Vargåstjärnen
Vargåstjärnen är en sjö i Rättviks kommun i Dalarna och Ovanåkers kommun i Hälsingland ingår i Dalälvens huvudavrinningsområde.